# Tom Fadden

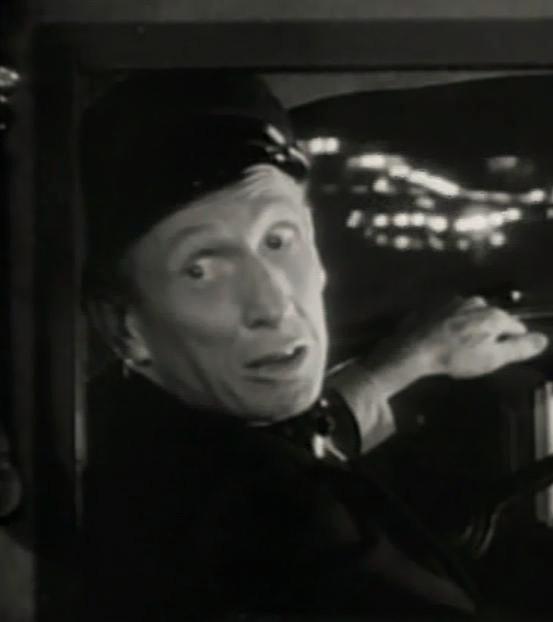
Tom Fadden i Fallet Martha Ivers (1946).

Tom Fadden, född 6 januari 1895 i Bayard, Iowa, död 14 april 1980 i Vero Beach, Florida, var en amerikansk skådespelare. Han filmdebuterade 1938 och medverkade i över 100 filmer, mest i småroller. Under 1950-talet och 1960-talet var han också flitigt anlitad som skådespelare i TV-produktioner.

## Filmografi i urval
- 1938 – Kjol- och rackartyg (ej krediterad)
- 1939 – Jag stal en million
- 1939 – Ingen ängel
- 1941 – Skogarnas dotter
- 1941 – Inte ikväll, min vän! (ej krediterad)
- 1942 – Min favoritblondin
- 1942 – Glasnyckeln (ej krediterad)
- 1942 – Ursäkta skynket (ej krediterad)
- 1946 – Livet är underbart (ej krediterad)
- 1946 – Fåfäng var min dröm (ej krediterad)
- 1946 – Fallet Martha Ivers (ej krediterad)
- 1946 – Utpressning (ej krediterad)
- 1948 – I valet och kvalet
- 1948 – Reptilen (ej krediterad)
- 1956 – Världsrymden anfaller
- 1961 – Fickan full av flax (ej krediterad)
- 1966 – Full hand i Dodge City (ej krediterad)